# Paweł, apostoł Chrystusa
Paweł, apostoł Chrystusa (ang. Paul, Apostle of Christ) – amerykański film historyczny z 2018 roku w reżyserii Andrew Hyatta. Film jest biografią świętego Pawła z Tarsu.

## Obsada
- James Faulkner: Paweł z Tarsu
- James Caviezel: Łukasz
- Olivier Martinez: Mauritius Gallas
- Joanne Whalley:  Pryscylla
- John Lynch: Akwila
- Yorgos Karamihos: młody Paweł z Tarsu
- Antonia Campbell-Hughes: Irenica
- Alessandro Sperduti: Cassius
- Alexandra Vino: Octavia
- Manuel Cauchi: Hananias
- Noah Huntley: Publius
- Kenneth Spiteri: Eubulus